# AEA Silver Dart
Die Silver Dart (oder Aerodrome #4) war ein 1909 gebautes Pionierflugzeug. Sie war ein Produkt der von Alexander Graham Bell gegründeten Aerial Experiment Association (AEA) und das erste Flugzeug, das von den kanadischen Streitkräften getestet wurde.
Der Erstflug war am 23. Februar 1909, als das Flugzeug wurde von einem seiner Konstrukteure, John A.D. McCurdy, geflogen wurde. Er startete bei Baddeck auf der Kap-Breton-Insel, Neuschottland vom Eis der Baddeck Bay aus, einer Bucht des Bras d’Or Lake. Es war der erste kontrollierte Motorflug in Kanada und im britischen Empire. Dieser Erstflug erfuhr rund 25 Jahre später eine staatliche Würdigung, als er am 28. Mai 1934 von der kanadischen Regierung zu einem „nationalen historischen Ereignis“ erklärt wurde.
Die Rahmen und die Strukturen der Silver Dart waren aus Stahlrohren, Bambus, Klebeband und Holz. Die Tragflächen waren mit gummiertem Ballontuch bespannt. Der V-8 Motor hatte 35 PS (26 kW) bei 1000/min und stammte von Glenn Curtiss. Es hatte keine Bremsen. Der Propeller war aus einem Stück Holz geschnitzt und hatte eine Länge von 2,44 m (8 ft). Es war wie viele damalige Flugzeuge mit einem Druckpropeller und einem Vorderflügel ausgestattet, die Steuerung war nicht einfach.
Die Silver Dart wurde ab Ende 1908 konstruiert. Es war die vierte Maschine der AEA. Ein Vorgänger war die erfolgreiche AEA June Bug, die viele Rekorde gebrochen hatte. Es gewann zum Beispiel die Scientific American-Trophy und machte den ersten offiziellen Flug über einen Kilometer. Aber die neuere Silver Dart war um einiges besser. McCurdy flog am 10. März 1909 einen 35-Kilometer-Rundkurs damit. Am 2. August 1909 wurde der erste Passagierflug in Kanada durchgeführt.
Die kanadische Armee war allerdings wenig beeindruckt von den Leistungen der Gruppe. Sie glaubte immer noch, dass Flugzeuge niemals viel Erfolg im Krieg haben könnten. Entgegen dem Pessimismus der Armee lud die AEA die Offiziellen auf die Militärbasis Petawawa, Ontario ein, um das Flugzeug vorzuführen. Es bekam dazu 50 Millimeter breite Räder, um auf dem sandigen Boden zu starten. Die Silver Dart hatte einen schwierigen Start. Bei der fünften Landung verunglückte die Maschine im tiefen Sand. Damit war die kurze Militärkarriere der Maschine beendet.
Die Silver Dart wurde von 1956 bis 1958 für das Canadian Aviation Museum in Ottawa nachgebaut. Anlässlich der 50-Jahr-Feier des Erstflugs wurde die nachgebaute Maschine erneut geflogen. Sie stürzte allerdings aufgrund starker Winde ab.
Am 22. Februar 2009 flog Bjarni Tryggvason einen Nachbau der Silver Dart vom Eis der Baddeck Bay.

## Technische Daten
| Kenngröße             | Daten                                          |
| --------------------- | ---------------------------------------------- |
| Besatzung             | 1                                              |
| Länge                 | 9,15 m                                         |
| Spannweite            | 14,96 m                                        |
| Höhe                  | k. A.                                          |
| Flügelfläche          | k. A.                                          |
| Leermasse             | 390 kg                                         |
| Startmasse            | k. A.                                          |
| Höchstgeschwindigkeit | 64 km/h                                        |
| Reichweite            | 35 km                                          |
| Triebwerk             | ein wassergekühlter Curtiss V-8, 50 PS (37 kW) |